# La Tala
La Tala – gmina w Hiszpanii, w prowincji Salamanka, w Kastylii i León, o powierzchni 12,32 km². W 2011 roku gmina liczyła 100 mieszkańców.